# Кристешть
Кристешть (рум. Cristești, Кристешты) — село в Ниспоренском районе Молдавии. Относится к сёлам, не образующим коммуну.

## География
Село расположено на высоте 165 метров над уровнем моря.

## Население
По данным переписи населения 2004 года, в селе Кристешть проживает 1208 человек (599 мужчин, 609 женщин).
Этнический состав села:
| Национальность | Число жителей | Процентный состав |
| -------------- | ------------- | ----------------- |
| молдаване      | 1199          | 99.25             |
| украинцы       | 2             | 0.17              |
| русские        | 2             | 0.17              |
| болгары        | 2             | 0.17              |
| румыны         | 1             | 0.08              |
| прочие         | 2             | 0.17              |
| Всего          | 1208          | 100%              |